# Скот Сити (Мисури)
Скот Сити (енгл. Scott City) град је у америчкој савезној држави Мисури.

## Демографија
По попису из 2010. године број становника је 4.565, што је 26 (-0,6%) становника мање него 2000. године.
| Група             | 2000.         | 2010.         |
| Белци             | 4.490 (97,8%) | 4.398 (96,3%) |
| Афроамериканци    | 18 (0,4%)     | 31 (0,7%)     |
| Азијати           | 2 (0,0%)      | 11 (0,2%)     |
| Хиспаноамериканци | 29 (0,6%)     | 66 (1,4%)     |
| Укупно            | 4.591         | 4.565         |